# Policarpa
Policarpa est une municipalité située dans le département de Nariño en Colombie.